# Bad Steben
Bad Steben (do 1925 Steben) – uzdrowiskowa gmina targowa w południowo-wschodnich Niemczech, w kraju związkowym Bawaria, w rejencji Górna Frankonia, w regionie Oberfranken-Ost, w powiecie Hof. Leży w Lesie Frankońskim, nad rzeką Selbitz, przy autostradzie A9 i linii kolejowej (Bad Steben – Hof).
Gmina położona jest 20 km na północny zachód od Hof, 45 km na północ od Bayreuth.

## Dzielnice
W skład gminy wchodzą następujące dzielnice:
| - Bobengrün/Horwagen - Bad Steben - Carlsgrün - Christusgrün - Dürrnberg - Erlaburg | - Fichten - Gerlas - Krötenmühle - Lochau | - Mordlau - Obersteben - Oberzeitelwaid - Schafhof - Schleeknock | - Schöne Aussicht - Thierbach - Thierbacherhammer - Thierbachermühle - Untere Zeitelwaidt |

## Współpraca

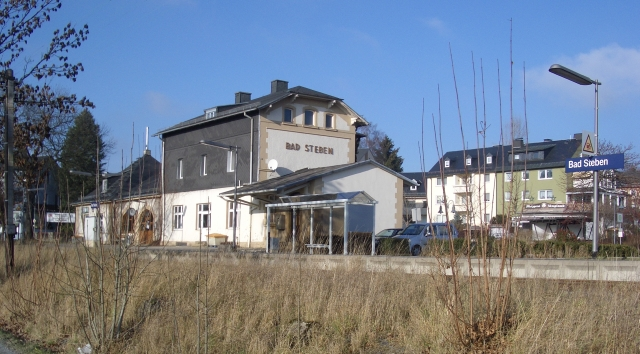
Stacja kolejowa

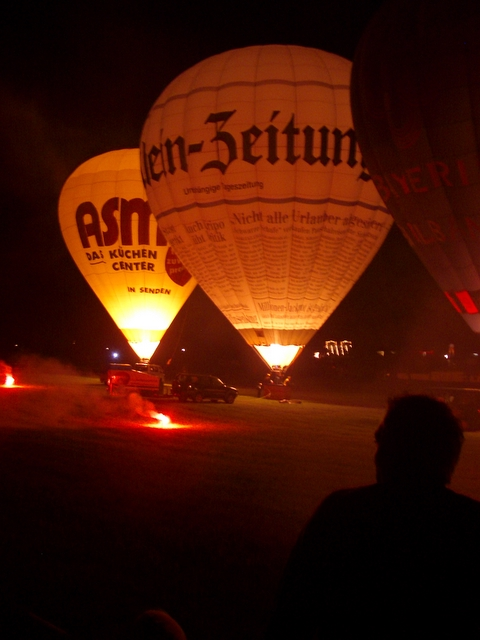
Festiwal Balonów

Miejscowość partnerska:
- Reinickendorf, Berlin

## Zabytki i atrakcje
- ratusz
- Kościół pw. św. Walburga '(ST. Walburga) z secesyjnymi malowidłami
- Kościół ewangelicki pw. Marcina Lutra (Lutherkirche) z 1910
- stacja kolejowa
- hotel Altes Bergamt
- park kuracyjny
- termy
- kasyno
- Festiwal Balonów

## Osoby związane z gminą
- Alexander von Humboldt – w latach 1792-1795 mieszkał i tworzył tutaj